# Equazione di Langevin
In fisica statistica, un'equazione di Langevin (da Paul Langevin) è un'equazione differenziale stocastica che descrive l'evoluzione di un sistema soggetto a una combinazione di forzanti deterministiche e casuali. Le variabili dipendenti in un'equazione di Langevin sono tipicamente variabili collettive (macroscopiche) che variano lentamente rispetto alle altre variabili (microscopiche) del sistema. Le variabili veloci (microscopiche) sono responsabili della natura stocastica dell'equazione di Langevin. Un esempio è il caso del moto browniano, in cui si considera il moto irregolare di una particella mesoscopica in un fluido.

## Moto browniano come archetipo
L'equazione di Langevin originale descrive il moto browniano, ossia il movimento apparentemente casuale di una piccola particella immersa in un fluido, dovuto alle collisioni con le molecole di tale fluido (delle quali è molto più grande),
{\displaystyle m{\frac {d\mathbf {v} }{dt}}=-\lambda \mathbf {v} +{\boldsymbol {\eta }}\left(t\right).}
Dove {\displaystyle \mathbf {v} } è la velocità della particella, e {\displaystyle m} è la sua massa. La forza totale che agisce sulla particella è espressa come la somma di una forza viscosa proporzionale alla velocità della particella (legge di Stokes) e di un termine di rumore {\displaystyle {\boldsymbol {\eta }}\left(t\right)} che rappresenta l'effetto delle collisioni con le molecole del fluido. La forza {\displaystyle {\boldsymbol {\eta }}\left(t\right)} ha una distribuzione di probabilità gaussiana, con funzione di correlazione
{\displaystyle \left\langle \eta _{i}\left(t\right)\eta _{j}\left(t^{\prime }\right)\right\rangle =2\lambda k_{B}T\delta _{i,j}\delta \left(t-t^{\prime }\right),}
dove {\displaystyle k_{B}} è la costante di Boltzmann, {\displaystyle T} è la temperatura e {\displaystyle \eta _{i}\left(t\right)} è la i-esima componente del vettore {\displaystyle {\boldsymbol {\eta }}\left(t\right)}. La {\displaystyle \delta } (delta di Dirac) nella funzione di correlazione temporale significa che la forza al tempo {\displaystyle t} non è correlata con la forza in qualsiasi altro tempo. Questa è un'approssimazione: la forza casuale effettiva ha in realtà un tempo di correlazione diverso da zero, corrispondente al tempo di collisione delle molecole. Tuttavia, l'equazione di Langevin viene usata per descrivere il moto di una particella "macroscopica" su una scala temporale molto più lunga, e in questo limite si ha la {\displaystyle \delta } -correlazione, e l'equazione di Langevin diventa virtualmente esatta.
Un'altra caratteristica comune dell'equazione di Langevin è la presenza del coefficiente di attrito viscoso {\displaystyle \lambda } nella funzione di correlazione della forza casuale, che in un sistema di equilibrio è espressione di una relazione di Einstein.

## Aspetti matematici
Da un punto di vista matematicamente rigoroso la forza casuale {\displaystyle {\boldsymbol {\eta }}\left(t\right)} caratterizzata da una {\displaystyle \delta } - correlazione non può essere considerata una funzione, e nemmeno la derivata {\displaystyle d\mathbf {v} /dt} è rigorosamente definita in questo limite. Questo problema scompare quando l'equazione di Langevin viene scritta in forma integrale {\displaystyle m\mathbf {v} =\int _{t_{0}}^{t}\left(-\lambda \mathbf {v} +{\boldsymbol {\eta }}\left(t\right)\right)dt.}
Pertanto, la forma differenziale deve essere vista come una semplice abbreviazione del suo integrale temporale. Il termine matematico generale per equazioni di questo tipo è "equazione differenziale stocastica".
Un'altra ambiguità matematica si verifica per le equazioni di Langevin con rumore moltiplicativo, in cui i termini di rumore vengono moltiplicati per una funzione non costante delle variabili dipendenti,  {\displaystyle |{\boldsymbol {v}}(t)|{\boldsymbol {\eta }}(t)}. Se un rumore moltiplicativo è intrinseco al sistema, la sua definizione è ambigua, in quanto è altrettanto valido interpretarlo secondo l'interpretazione alla Stratonovich o alla Ito (vedi calcolo alla Itō). Tuttavia, le osservabili fisiche sono indipendenti dall'interpretazione, a condizione che quest'ultima venga applicata in modo coerente durante tutta la manipolazione dell'equazione. Ciò è necessario perché le regole simboliche del calcolo differiscono a seconda dello schema di interpretazione. Se il rumore è esterno al sistema, l'interpretazione appropriata è quella di Stratonovich.

## Equazione di Langevin generica
Esiste una derivazione formale di una generica equazione di Langevin a partire dalla meccanica classica. Questa equazione generica gioca un ruolo centrale nella teoria della dinamica critica, e in altre aree della meccanica statistica del non equilibrio. L'equazione per il moto browniano precedente è un caso particolare.
Un passaggio essenziale nella derivazione è la suddivisione dei gradi di libertà nelle categorie lenti e veloci. Ad esempio, l'equilibrio termodinamico locale in un liquido viene raggiunto entro pochi tempi di collisione, ma ci vuole molto più tempo affinché le densità di quantità conservate come massa ed energia si rilassino all'equilibrio. Pertanto, le densità delle quantità conservate, e in particolare le loro componenti di grande scala, sono candidate a variabili lente. Questa divisione può essere espressa formalmente con l'operatore di proiezione di Zwanzig. Tuttavia, la derivazione non è completamente rigorosa dal punto di vista della fisica matematica, perché si basa su ipotesi che mancano di prove rigorose e che invece sono giustificate solo come approssimazioni plausibili di sistemi fisici.
Siano {\displaystyle A=\{A_{i}\}} le variabili lente. L'equazione di Langevin generica avrà allora la forma:
{\displaystyle {\frac {dA_{i}}{dt}}=k_{B}T\sum \limits _{j}{\left[{A_{i},A_{j}}\right]{\frac {{d}{\mathcal {H}}}{dA_{j}}}}-\sum \limits _{j}{\lambda _{i,j}\left(A\right){\frac {d{\mathcal {H}}}{dA_{j}}}+}\sum \limits _{j}{\frac {d{\lambda _{i,j}\left(A\right)}}{dA_{j}}}+\eta _{i}\left(t\right).}
La forza random {\displaystyle \eta _{i}\left(t\right)} obbedisce a una distribuzione di probabilità gaussiana avente funzione di correlazione:
{\displaystyle \left\langle {\eta _{i}\left(t\right)\eta _{j}\left(t^{\prime }\right)}\right\rangle =2\lambda _{i,j}\left(A\right)\delta \left(t-t^{\prime }\right).}
Ciò implica la relazione reciproca di Onsager {\displaystyle \lambda _{i,j}=\lambda _{j,i}} per i coefficienti di smorzamento {\displaystyle \lambda }. La derivata {\displaystyle d\lambda _{i,j}/dA_{j}} è trascurabile nella maggior parte dei casi. Il simbolo {\displaystyle {\mathcal {H}}=-\ln \left(p_{0}\right)} denota l'hamiltoniana del sistema, dove {\displaystyle p_{0}\left(A\right)} è la distribuzione di probabilità di equilibrio delle variabili {\displaystyle A}. Infine, {\displaystyle [A_{i},A_{j}]} è la proiezione delle parentesi di Poisson delle variabili lente {\displaystyle A_{i}} e {\displaystyle A_{j}} nello spazio delle variabili lente.
Nel caso del moto browniano si avrebbe {\displaystyle {\mathcal {H}}=\mathbf {p} ^{2}/\left(2mk_{B}T\right)}, {\displaystyle A=\{\mathbf {p} \}} o {\displaystyle A=\{\mathbf {x} ,\mathbf {p} \}} e {\displaystyle [x_{i},p_{j}]=\delta _{i,j}}. L'equazione del moto {\displaystyle d\mathbf {x} /dt=\mathbf {p} /m} per {\displaystyle \mathbf {x} } è esatta: non è presente la forza stocastica {\displaystyle \eta _{x}} e nessun coefficiente di smorzamento {\displaystyle \lambda _{x,p}}.

## Esempi

### Rumore termico in una resistenza elettrica

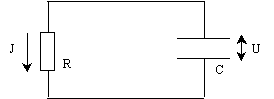
Un circuito elettrico costituito da un resistore e da un condensatore

Esiste una corrispondenza matematica tra la paradigmatica particella browniana discussa in precedenza e il rumore di Johnson, ossia la tensione elettrica generata dalle fluttuazioni termiche in un resistore. Lo schema mostra un circuito elettrico costituito da un resistore {\displaystyle R} e un condensatore {\displaystyle C}. La variabile lenta è la tensione {\displaystyle U} tra le estremità del resistore. L'hamiltoniana di questo sistema è {\displaystyle {\mathcal {H}}=E/k_{B}T=CU^{2}/(2k_{B}T)}, e l'equazione di Langevin è quindi:
{\displaystyle {\frac {dU}{dt}}=-{\frac {U}{RC}}+\eta \left(t\right),\;\;\left\langle \eta \left(t\right)\eta \left(t^{\prime }\right)\right\rangle ={\frac {2k_{B}T}{RC^{2}}}\delta \left(t-t^{\prime }\right).}
Questa equazione può essere utilizzata per ricavare la funzione di correlazione
{\displaystyle \left\langle U\left(t\right)U\left(t^{\prime }\right)\right\rangle =\left(k_{B}T/C\right)\exp \left(-\left\vert t-t^{\prime }\right\vert /RC\right)\approx 2Rk_{B}T\delta \left(t-t^{\prime }\right),}
che diventa rumore bianco (rumore di Johnson) quando la capacità {\displaystyle C} diventa abbastanza piccola da essere trascurabile.

### Dinamica critica
La dinamica del parametro d'ordine {\displaystyle \varphi } di una transizione di fase del secondo ordine rallenta in prossimità del punto critico, e può essere descritta con un'equazione di Langevin. Il caso più semplice è quello della classe di universalità "modello A" con parametro di ordine scalare non conservato, che si ottiene ad esempio in ferromagneti assiali,
{\displaystyle {\begin{aligned}{\frac {\partial \varphi \left(\mathbf {x} ,t\right)}{\partial t}}&=-\lambda {\frac {\delta {\mathcal {H}}}{\delta \varphi }}+\eta \left(\mathbf {x} ,t\right),\\{\mathcal {H}}&=\int d^{d}x\left[{\frac {1}{2}}r_{0}\varphi ^{2}+u\varphi ^{4}+{\frac {1}{2}}(\nabla \varphi )^{2}\right],\\\left\langle \eta \left(\mathbf {x} ,t\right)\eta \left(\mathbf {x} ',t'\right)\right\rangle &=2\lambda \delta \left(\mathbf {x} -\mathbf {x} '\right)\delta \left(t-t'\right).\end{aligned}}}
Altre classi di universalità contengono un parametro d'ordine con diffusione, parametri d'ordine con più componenti, altre variabili critiche e/o contributi da parentesi di Poisson.

### Oscillatore armonico in un fluido
{\displaystyle m{\frac {dv}{dt}}=-\lambda v+\eta (t)-kx}
Una particella mesoscopica immersa in un fluido può essere descritta da un'equazione di Langevin, in cui è presente un termine di potenziale, una forza di smorzamento e le fluttuazioni termiche che obbediscono al teorema di fluttuazione-dissipazione. Se il potenziale è quadratico, allora le curve di energia costante nello spazio delle fasi sono ellissi, come mostrato in figura. Se c'è dissipazione ma nessun rumore termico (se la particella è troppo grande per esserne affetta), la particella perde continuamente energia nell'ambiente, e la sua traiettoria nello spazio delle fasi (momento vs posizione) corrisponde a una spirale verso lo stato con 0 velocità. Al contrario, le fluttuazioni termiche aggiungono continuamente energia alla particella, e le impediscono di fermarsi del tutto. Piuttosto, l'insieme iniziale di tutte le possibili traiettorie tende a uno stato stazionario in cui la velocità e la posizione sono distribuite secondo la distribuzione di Maxwell-Boltzmann. Nel grafico sottostante (figura 2), si confrontano gli stati asintotici della distribuzione di velocità (arancione) e della distribuzione delle posizioni (blu) in un potenziale armonico ({\displaystyle U={\frac {1}{2}}kx^{2}}), confrontati con le distribuzioni di Boltzmann per la velocità (rosso) e la posizione (verde). In particolare, il comportamento a tempi lunghi corrisponde all'equilibrio termico.

### Traiettorie di particelle browniane libere
Si consideri una particella libera di massa {\displaystyle m} la cui equazione del moto è:
{\displaystyle m{\frac {d\mathbf {v} }{dt}}=-{\frac {\mathbf {v} }{\mu }}+{\boldsymbol {\eta }}(t),}
dove {\displaystyle \mathbf {v} =d\mathbf {r} /dt} è la velocità della particella, {\displaystyle \mu } è la mobilità, e {\displaystyle {\boldsymbol {\eta }}(t)=m\mathbf {a} (t)} è una forza che fluttua rapidamente la cui media temporale diventa nulla oltre una scala temporale caratteristica {\displaystyle t_{c}}, legata alle collisioni con le molecole del fluido, ossia {\displaystyle {\overline {{\boldsymbol {\eta }}(t)}}=0}. La soluzione generale dell'equazione del moto è
{\displaystyle \mathbf {v} (t)=\mathbf {v} (0)e^{-t/\tau }+\int _{0}^{t}\mathbf {a} (t')e^{-(t-t')/\tau }dt',}
dove {\displaystyle \tau =m\mu } è il tempo di correlazione del termine di rumore termico. Si può anche dimostrare che la funzione di autocorrelazione della velocità {\displaystyle \mathbf {v} } della particella è data da:
{\displaystyle {\begin{aligned}R_{vv}(t_{1},t_{2})&\equiv \langle \mathbf {v} (t_{1})\cdot \mathbf {v} (t_{2})\rangle \\&=v^{2}(0)e^{-(t_{1}+t_{2})/\tau }+\int _{0}^{t_{1}}\int _{0}^{t_{2}}R_{aa}(t_{1}',t_{2}')e^{-(t_{1}+t_{2}-t_{1}'-t_{2}')/\tau }dt_{1}'dt_{2}'\\&\simeq v^{2}(0)e^{-|t_{2}-t_{1}|/\tau }+{\bigg [}{\frac {3k_{B}T}{m}}-v^{2}(0){\bigg ]}{\Big [}e^{-|t_{2}-t_{1}|/\tau }-e^{-(t_{1}+t_{2})/\tau }{\Big ]},\end{aligned}}}

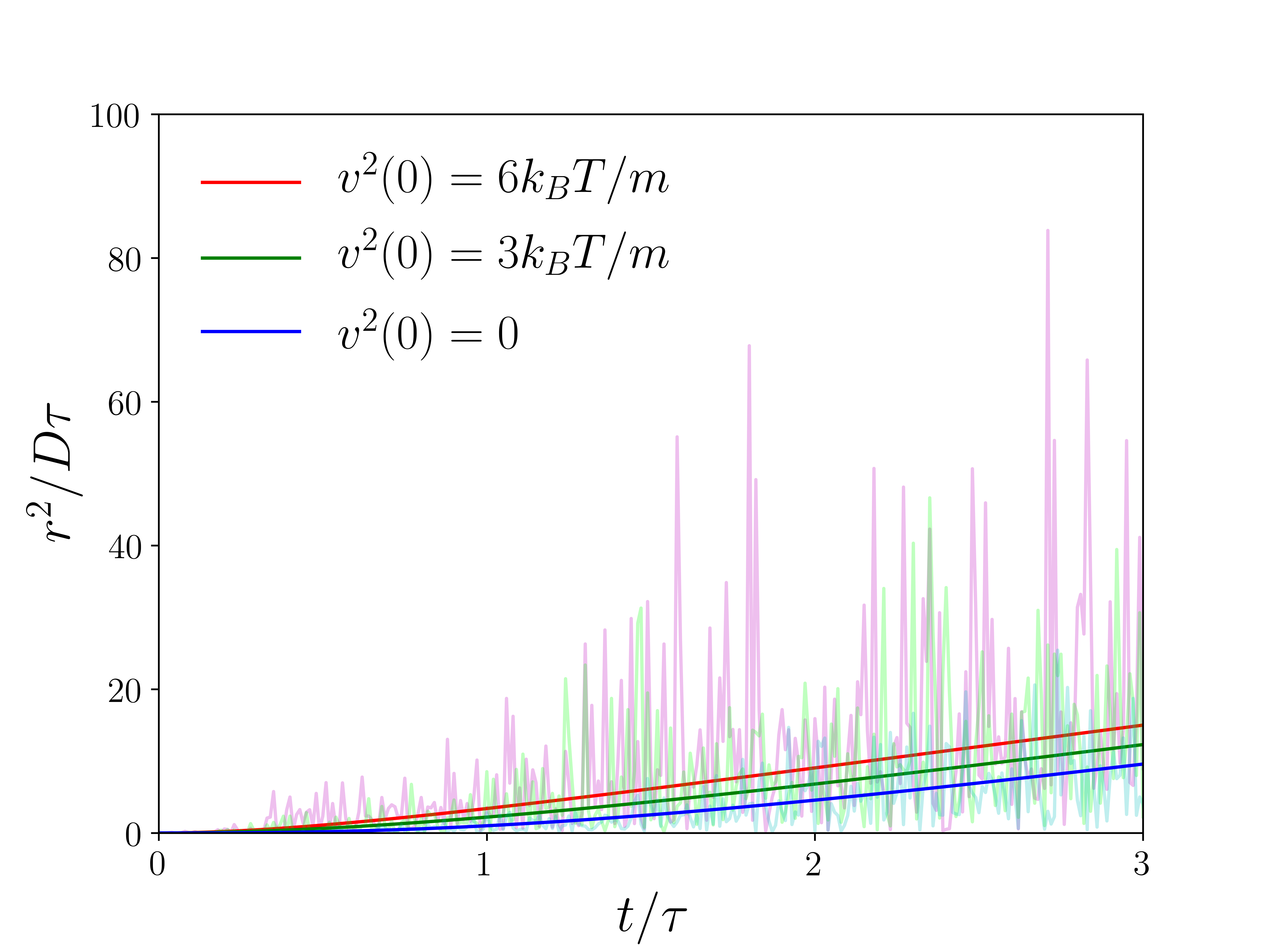
Quadrati degli spostamenti di particelle browniane libere simulate (curve irregolari sullo sfondo), in funzione del tempo, per tre possibili quadrati di velocità iniziali, che sono rispettivamente, e, con come valore di equipartizione all'equilibrio termico. Le curve colorate in primo piano denotano invece gli spostamenti quadratici medi.

dove è stata sfruttata la proprietà che le variabili {\displaystyle \mathbf {a} (t_{1}')} e {\displaystyle \mathbf {a} (t_{2}')} siano non correlate per separazioni temporali {\displaystyle t_{2}'-t_{1}'\gg t_{c}} . Inoltre, il valore del limite {\displaystyle \lim _{t\to \infty }\langle v^{2}(t)\rangle =\lim _{t\to \infty }R_{vv}(t,t)} è stato imposto essere pari a  {\displaystyle 3k_{B}T/m} in modo da obbedire al teorema di equipartizione. Se il sistema è inizialmente già all'equilibrio termico con {\displaystyle v^{2}(0)=3k_{B}T/m}, allora si avrà {\displaystyle \langle v^{2}(t)\rangle =3k_{B}T/m} per tutti i tempi {\displaystyle t}, il che significa che il sistema rimane sempre nello stato di equilibrio termico.
La velocità {\displaystyle \mathbf {v} (t)} della particella browniana può essere integrata per ottenere la sua traiettoria {\displaystyle \mathbf {r} (t)}. Se inizialmente è posta nell'origine con probabilità 1, il risultato è
{\displaystyle \mathbf {r} (t)=\mathbf {v} (0)\tau {\big (}1-e^{-t/\tau }{\big )}+\tau \int _{0}^{t}\mathbf {a} (t'){\Big [}1-e^{-(t-t')/\tau }{\Big ]}dt'.}
Per cui lo spostamento medio {\displaystyle \langle \mathbf {r} (t)\rangle =\mathbf {v} (0)\tau {\big (}1-e^{-t/\tau }{\big )}} tende asintoticamente a {\displaystyle \mathbf {v} (0)\tau } mentre il sistema si rilassa all'equilibrio. Lo spostamento quadratico medio può essere ricavato in modo simile:
{\displaystyle \langle r^{2}(t)\rangle =v^{2}(0)\tau ^{2}{\big (}1-e^{-t/\tau }{\big )}^{2}-{\frac {3k_{B}T}{m}}\tau ^{2}{\big (}1-e^{-t/\tau }{\big )}{\big (}3-e^{-t/\tau }{\big )}+{\frac {6k_{B}T}{m}}\tau t.}
Questa espressione implica che {\displaystyle \langle r^{2}(t\ll \tau )\rangle \simeq v^{2}(0)t^{2}}, ossia che il movimento delle particelle browniane a scale temporali molto più brevi del tempo di rilassamento {\displaystyle \tau } del sistema è (approssimativamente) invariante rispetto a inversioni temporali. D'altro canto, a tempi lunghi si ha {\displaystyle \langle r^{2}(t\gg \tau )\rangle \simeq 6k_{B}T\tau t/m=6\mu k_{B}Tt=6Dt}, indice di un processo irreversibile e dissipativo.

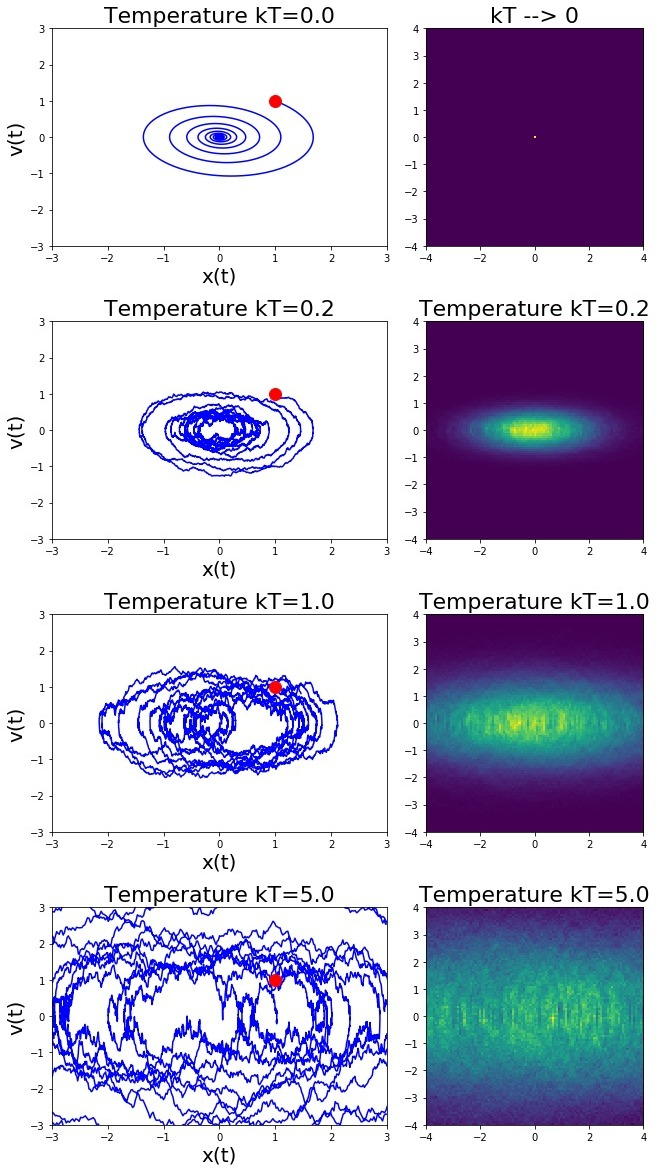
Questo grafici corrispondono alle soluzioni dell'equazione di Langevin completa ottenuta utilizzando il metodo di Eulero-Maruyama. Il pannello di sinistra mostra l'evoluzione temporale nello spazio delle fasi di un oscillatore armonico a diverse temperature. Il pannello di destra cattura le corrispondenti distribuzioni di probabilità di equilibrio. A temperatura zero, la velocità decade rapidamente dal suo valore iniziale (il punto rosso) a zero a causa dello smorzamento. Per temperature diverse da zero, la velocità può essere spinta a valori maggiori di quella iniziale a causa delle fluttuazioni termiche. A tempi lunghi, la velocità rimane diversa da zero e la posizione e la distribuzione della velocità corrispondono a quelle dell'equilibrio termico.

### Recupero della statistica di Boltzmann
Se il potenziale esterno è conservativo e il termine di rumore deriva da un reservoir in equilibrio termico, allora la soluzione s tempi lunghi dell'equazione di Langevin deve ricondursi alla distribuzione di Boltzmann, che è la funzione di distribuzione di probabilità per particelle in equilibrio termico. Nel caso particolare di dinamica sovrasmorzata, l'inerzia della particella è trascurabile rispetto alla forza di smorzamento e la traiettoria {\displaystyle x(t)} è quindi descritta dall'equazione di Langevin sovrasmorzata:
{\displaystyle \lambda {\frac {dx}{dt}}=-{\frac {\partial V(x)}{\partial x}}+\eta (t)\equiv -{\frac {\partial V(x)}{\partial x}}+{\sqrt {2\lambda k_{B}T}}{dB_{t} \over dt},}
dove {\displaystyle \lambda } è la costante di smorzamento. Il termine {\displaystyle \eta (t)} è il rumore bianco termico, caratterizzato da {\displaystyle \left\langle \eta (t)\eta (t')\right\rangle =2k_{B}T\lambda \delta (t-t')} (da un punto di vista matematico, un processo di Wiener). Un modo per risolvere questa equazione è introdurre una funzione di prova {\displaystyle f} e calcolarne la media. La media di {\displaystyle f(x(t))} dovrebbe essere indipendente dal tempo per traiettoria {\displaystyle x(t)} finita, per cui
{\displaystyle {\frac {d\left\langle f(x(t))\right\rangle }{dt}}=0.}
Il lemma di Itô per il processo di deriva-diffusione di Itô {\displaystyle dX_{t}=\mu _{t}\,dt+\sigma _{t}\,dB_{t}} dice che il differenziale di una funzione {\displaystyle f(x,t)} due volte differenziabile è dato da
{\displaystyle df=\left({\frac {\partial f}{\partial t}}+\mu _{t}{\frac {\partial f}{\partial x}}+{\frac {\sigma _{t}^{2}}{2}}{\frac {\partial ^{2}f}{\partial x^{2}}}\right)dt+\sigma _{t}{\frac {\partial f}{\partial x}}\,dB_{t}.}
Applicandolo al calcolo di {\displaystyle \langle f(x(t))\rangle } si ha
{\displaystyle \left\langle -f'(x){\frac {\partial V}{\partial x}}+k_{B}Tf''(x)\right\rangle =0.}
Questa media può essere riscritta utilizzando la densità di probabilità {\displaystyle p(x)};
{\displaystyle \int \left(-f'(x){\frac {\partial V}{\partial x}}p(x)+{k_{B}T}f''(x)p(x)\right)dx=\int \left(-f'(x){\frac {\partial V}{\partial x}}p(x)-{k_{B}T}f'(x)p'(x)\right)dx=0,}
dove il secondo termine è stato integrato per parti (da cui il segno negativo). Poiché questo deve valere per funzioni arbitrarie {\displaystyle f}, ne consegue che
{\displaystyle {\frac {\partial V}{\partial x}}p(x)+{k_{B}T}p'(x)=0,}
ottenendo quindi la distribuzione di Boltzmann:
{\displaystyle p(x)\propto \exp \left({-{\frac {V(x)}{k_{B}T}}}\right).}

## Tecniche equivalenti
In alcune situazioni, si è principalmente interessati al comportamento generale dell'equazione di Langevin mediato rispetto al rumore, in contrapposizione alla soluzione per particolari realizzazioni del rumore. Questa sezione descrive le tecniche per ottenere questo comportamento medio, che sono distinte, ma anche equivalenti, rispetto al formalismo del calcolo stocastico con l'equazione di Langevin.

### Equazione di Fokker-Planck
Un'equazione di Fokker-Planck è un'equazione deterministica per la densità di probabilità dipendente dal tempo {\displaystyle P\left(A,t\right)}, di variabili stocastiche {\displaystyle A}. L'equazione di Fokker-Planck generica, corrispondente alla generica equazione di Langevin descritta in precedenza è la seguente:
{\displaystyle {\frac {\partial P\left(A,t\right)}{\partial t}}=\sum _{i,j}{\frac {\partial }{\partial A_{i}}}\left(-k_{B}T\left[A_{i},A_{j}\right]{\frac {\partial {\mathcal {H}}}{\partial A_{j}}}+\lambda _{i,j}{\frac {\partial {\mathcal {H}}}{\partial A_{j}}}+\lambda _{i,j}{\frac {\partial }{\partial A_{j}}}\right)P\left(A,t\right).}
La distribuzione di equilibrio {\displaystyle P(A)=p_{0}(A)={\text{costante}}\times \exp(-{\mathcal {H}})} è una soluzione stazionaria di tale equazione.

#### Equazione di Klein-Kramers
L'equazione di Fokker-Planck per una particella browniana sottosmorzata è chiamata equazione di Klein-Kramers. Se le equazioni di Langevin hanno la forma:
{\displaystyle {\begin{aligned}{\dot {\mathbf {r} }}&={\frac {\mathbf {p} }{m}}\\{\dot {\mathbf {p} }}&=-\xi \,\mathbf {p} -\nabla V(\mathbf {r} )+{\sqrt {2m\xi k_{\mathrm {B} }T}}{\boldsymbol {\eta }}(t),\qquad \langle {\boldsymbol {\eta }}^{\mathrm {T} }(t){\boldsymbol {\eta }}(t')\rangle =\mathbf {I} \delta (t-t')\end{aligned}}}
in cui {\displaystyle \mathbf {p} } è la quantità di moto, allora la corrispondente equazione di Fokker-Planck è
{\displaystyle {\frac {\partial f}{\partial t}}+{\frac {1}{m}}\mathbf {p} \cdot \nabla _{\mathbf {r} }f=\xi \nabla _{\mathbf {p} }\cdot \left(\mathbf {p} \,f\right)+\nabla _{\mathbf {p} }\cdot \left(\nabla V(\mathbf {r} )\,f\right)+m\xi k_{\mathrm {B} }T\,\nabla _{\mathbf {p} }^{2}f}
dove {\displaystyle \nabla _{\mathbf {r} }} e {\displaystyle \nabla _{\mathbf {p} }} sono gli operatore nabla rispetto a {\displaystyle r} e {\displaystyle p}, e {\displaystyle \nabla _{\mathbf {p} }^{2}} è il laplaciano rispetto a p.
Nello spazio libero {\displaystyle d}-dimensionale, corrispondente a {\displaystyle V(\mathbf {r} )={\text{costante}}} su {\displaystyle \mathbb {R} ^{d}}, questa equazione può essere risolta usando il metodo della trasformata di Fourier. Se la particella ha come stato iniziale a {\displaystyle t=0} posizione {\displaystyle \mathbf {r} '} e momento {\displaystyle \mathbf {p} '}, corrispondente a una distribuzione di probabilità {\displaystyle f(\mathbf {r} ,\mathbf {p} ,0)=\delta (\mathbf {r} -\mathbf {r} ')\delta (\mathbf {p} -\mathbf {p} ')}, allora la soluzione è
{\displaystyle {\begin{aligned}f(\mathbf {r} ,\mathbf {p} ,t)={\frac {1}{\left(2\pi \sigma _{X}\sigma _{P}{\sqrt {1-\beta ^{2}}}\right)^{d}}}\exp \left[-{\frac {1}{2(1-\beta ^{2})}}\left({\frac {|\mathbf {r} -{\boldsymbol {\mu }}_{X}|^{2}}{\sigma _{X}^{2}}}+{\frac {|\mathbf {p} -{\boldsymbol {\mu }}_{P}|^{2}}{\sigma _{P}^{2}}}-{\frac {2\beta (\mathbf {r} -{\boldsymbol {\mu }}_{X})\cdot (\mathbf {p} -{\boldsymbol {\mu }}_{P})}{\sigma _{X}\sigma _{P}}}\right)\right]\end{aligned}}}
con
{\displaystyle {\begin{aligned}&\sigma _{X}^{2}={\frac {k_{\mathrm {B} }T}{m\xi ^{2}}}\left[1+2\xi t-\left(2-e^{-\xi t}\right)^{2}\right];\qquad \sigma _{P}^{2}=mk_{\mathrm {B} }T\left(1-e^{-2\xi t}\right)\\&\beta ={\frac {k_{B}T}{\xi \sigma _{X}\sigma _{P}}}\left(1-e^{-\xi t}\right)^{2}\\&{\boldsymbol {\mu }}_{X}=\mathbf {r} '+(m\xi )^{-1}\left(1-e^{-\xi t}\right)\mathbf {p} ';\qquad {\boldsymbol {\mu }}_{P}=\mathbf {p} 'e^{-\xi t}.\end{aligned}}}
In tre dimensioni spaziali, lo spostamento quadratico medio è
{\displaystyle {\begin{aligned}\langle \mathbf {r} (t)^{2}\rangle &=\int f(\mathbf {r} ,\mathbf {p} ,t)\mathbf {r} ^{2}\,d\mathbf {r} d\mathbf {p} \\&={\boldsymbol {\mu }}_{X}^{2}+3\sigma _{X}^{2}\end{aligned}}}

### Integrale sui cammini
Un integrale sui cammini equivalente a un'equazione di Langevin può essere ottenuto dalla corrispondente equazione di Fokker-Planck, o trasformando la distribuzione di probabilità gaussiana {\displaystyle P^{(\eta )}(\eta )d\eta } della forza stocastica {\displaystyle \eta } in una distribuzione di probabilità delle variabili lente:
{\displaystyle P(A)dA=P^{(\eta )}(\eta (A))\det(d\eta /dA)dA}.
Il problema del determinante funzionale e delle sottigliezze matematiche associate cadono se l'equazione di Langevin viene discretizzata in modo naturale (causale), ossia con {\displaystyle A(t+\Delta t)-A(t)} che dipende da {\displaystyle A(t)} ma non da {\displaystyle A(t+\Delta t)}. Risulta inoltre conveniente introdurre variabili di risposta ausiliarie {\displaystyle {\tilde {A}}}. L'integrale sui cammini equivalente alla generica equazione di Langevin ha dunque la forma:
{\displaystyle \int P(A,{\tilde {A}})\,dA\,d{\tilde {A}}=N\int \exp \left(L(A,{\tilde {A}})\right)dA\,d{\tilde {A}},}
dove {\displaystyle N} è una costante di normalizzazione e
{\displaystyle L(A,{\tilde {A}})=\int \sum _{i,j}\left\{{\tilde {A}}_{i}\lambda _{i,j}{\tilde {A}}_{j}-{\widetilde {A}}_{i}\left\{\delta _{i,j}{\frac {dA_{j}}{dt}}-k_{B}T\left[A_{i},A_{j}\right]{\frac {d{\mathcal {H}}}{dA_{j}}}+\lambda _{i,j}{\frac {d{\mathcal {H}}}{dA_{j}}}-{\frac {d\lambda _{i,j}}{dA_{j}}}\right\}\right\}dt.}
è la densità lagrangiana del sistema.
La formulazione con gli integrali sui cammini permette di applicare allo studio dei processi stocastici strumenti provenienti dalla teoria quantistica dei campi, come i metodi perturbativi e del gruppo di rinormalizzazione.